# Захарова (Пермский край)
Захарова — деревня в Кудымкарском районе Пермского края. Входила в состав Ошибского сельского поселения. Располагается севернее от города Кудымкара. Расстояние до районного центра составляет 48 км. По данным Всероссийской переписи населения 2010 года, в деревне проживало 47 человек (26 мужчин и 21 женщина).

## История
В 1893 году в деревне была построена деревянная церковь Апостола Иакова Брата Господня (архитектор А. Б. Турчевич). Изначально она была приписана к храму села Ошиб. В 1936 году церковь была закрыта.
По данным на 1 июля 1963 года, в деревне проживало 334 человека. Населённый пункт входил в состав Трапезниковского сельсовета.